# 5082 Nihonsyoki
5082 Nihonsyoki (1977 DN4) là một tiểu hành tinh vành đai chính được phát hiện ngày 18 tháng 2 năm 1977 bởi Kosai và Hurukawa ở Đài thiên văn Kiso.